# Anna de Noailles
Pour les articles homonymes, voir Noailles.
Anna de Noailles, née Anna Elisabeth Bassaraba de Brancovan, est une poétesse et une romancière française d'origines roumaine et grecque, née à Paris le 15 novembre 1876 et morte dans la même ville le 30 avril 1933.

## Biographie
Née au 22, boulevard de La Tour-Maubourg à Paris, dans une très riche famille de la noblesse roumaine, Anna est la fille d'un expatrié roumain, ancien de Saint-Cyr, âgé de 50 ans, le boyard Grigore Bibescu Basarab Brâncoveanu, lui-même fils du prince valaque Gheorghe Bibescu et de la princesse Zoe Mavrocordato, héritière du prince Grégoire Bassaraba de Brancovan (Basarab-Brâncoveanu) issu de la dynastie des Craiovescu.
Sa mère, plus jeune de 21 ans que son mari, est née à Constantinople et a été élevée à Londres : Raluca, dite Rachel, Moussouros (d'une famille phanariote chrétienne orthodoxe d'origine grecque crétoise, dont les origines remontent au XVe siècle), ; le père de celle-ci, Constantin Musurus, était ambassadeur de l'Empire ottoman auprès de la reine Victoria. La mère d'Anna était une remarquable pianiste, à qui Paderewski a dédié nombre de ses compositions.
Sa tante, la princesse Hélène Bibesco, a joué un rôle actif dans la vie artistique parisienne à la fin du XIXe siècle jusqu'à sa mort en 1902. Anna est ainsi la cousine germaine des princes Emmanuel et surtout Antoine Bibesco, ami intime de Proust que celui-ci décrira sous les traits de Robert de Saint-Loup dans son roman À la recherche du temps perdu.
Avec son frère aîné Constantin (1875-1967) et sa sœur cadette Hélène (1878-1929) qui épousera Alexandre de Riquet, prince de Caraman-Chimay, Anna mène une vie privilégiée : elle a ses propres précepteurs et reçoit son instruction au foyer familial, parle l'anglais et l'allemand en plus du français, du roumain et du grec, et reçoit une éducation tournée vers les arts, particulièrement la musique et la poésie. La famille passe l'hiver à Paris et le reste de l'année dans sa propriété, la Villa Bessaraba à Amphion, près d'Évian sur la rive française du Léman.
La poésie d'Anna de Noailles portera plus tard témoignage de sa préférence pour la beauté tranquille et l'exubérance de la nature, alors encore sauvage, des bords du lac, contrastant avec l'environnement urbain dans lequel elle passera la suite de sa vie.
Un rare guéridon au piétement en bois sculpté d'un sphinx ailé (vers 1800) provenant de la collection Antocolsky dispersée en 1906, fut alors acquis par Anna pour sa maison d'Amphion, décorée par Emilio Terry : il fut exposé par la galerie Camoin Demachy lors de la 14e biennale des Antiquaires de Paris.
Le 17 août 1897 Anne-Élisabeth, devient Anna de Noailles en épousant à l'âge de 19 ans le comte Mathieu de Noailles (1873-1942), quatrième fils du septième duc de Noailles. Le couple, qui fait partie de la haute société parisienne de l'époque, aura un fils, le comte Anne Jules (1900-1979), qui, d'Hélène de Wendel (fille de Guy de Wendel et de Catherine Argyropoulos) aura un fils unique, Gilles (1934-1979), mort sans postérité peu avant son père.
Anna de Noailles fut la muse et entretint une liaison avec Henri Franck, mort de tuberculose en 1912, normalien et poète patriote proche de Maurice Barrès, frère de Lisette de Brinon et cousin d'Emmanuel Berl.

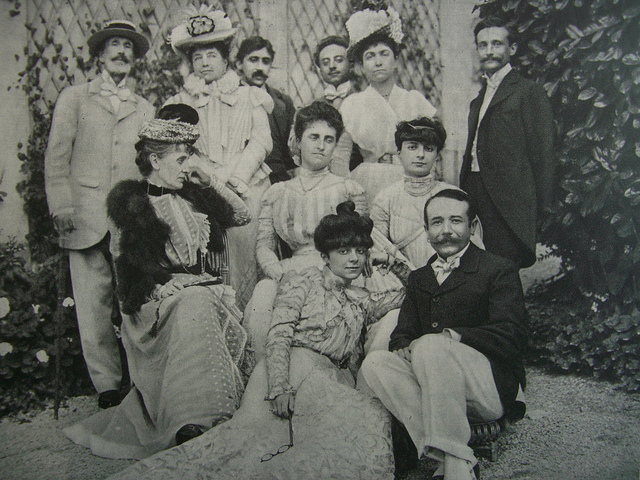
Photographie (septembre 1899) prise à la villa Bessaraba (à Amphion, près d'Évian) montrant Edmond de Polignac (au dernier rang, à gauche, juste à côté de Mme Bartholini), Léon Delafosse (debout, à droite), à côté de Jeanne Bartholini (debout) et d'Anna de Noailles (assise à droite). On aperçoit Proust au dernier rang. Au premier plan, assis, Hélène de Caraman-Chimay (sœur d'Anna de Noailles) et Abel Hermant.

En 1909, le jeune Charles Demange tombe amoureux d'Anna de Noailles, qu'il a connue par son oncle Maurice Barrès. Mais Anna a des soucis de santé et part à l'été avec son fils et son personnel pour se faire soigner à Strasbourg par le docteur Pierre Bucher. À la demande d'Anna, Demange et elle se rencontrent brièvement à la gare de Nancy. Charles est persuadé qu'Anna a un amant et se suicide peu après, laissant plusieurs lettres dont une pour Anna.
L'entourage de Demange la rend responsable de son suicide. Elle est calomniée dans un article anonyme du Ruy Blas intitulé « Les causes d’un suicide » qui la dépeint comme « une coquette doublée d’une détraquée ».
Dans une lettre à Lucien Corpechot, elle se défend : « Je suis si malheureuse de l’indignité humaine ; je ne peux la supporter, l’ayant si peu, si peu vraiment méritée ».
Au début du XXe siècle, son salon de l'avenue Hoche attire l'élite intellectuelle, littéraire et artistique de l'époque parmi lesquels Edmond Rostand, Francis Jammes, Paul Claudel, Colette, André Gide, Maurice Barrès, René Benjamin, Frédéric Mistral, Robert de Montesquiou, Paul Valéry, Jean Cocteau, Léon Daudet, Pierre Loti, Paul Hervieu, l'abbé Mugnier ou encore Max Jacob, Robert Vallery-Radot et François Mauriac. C'est également une amie de Georges Clemenceau.

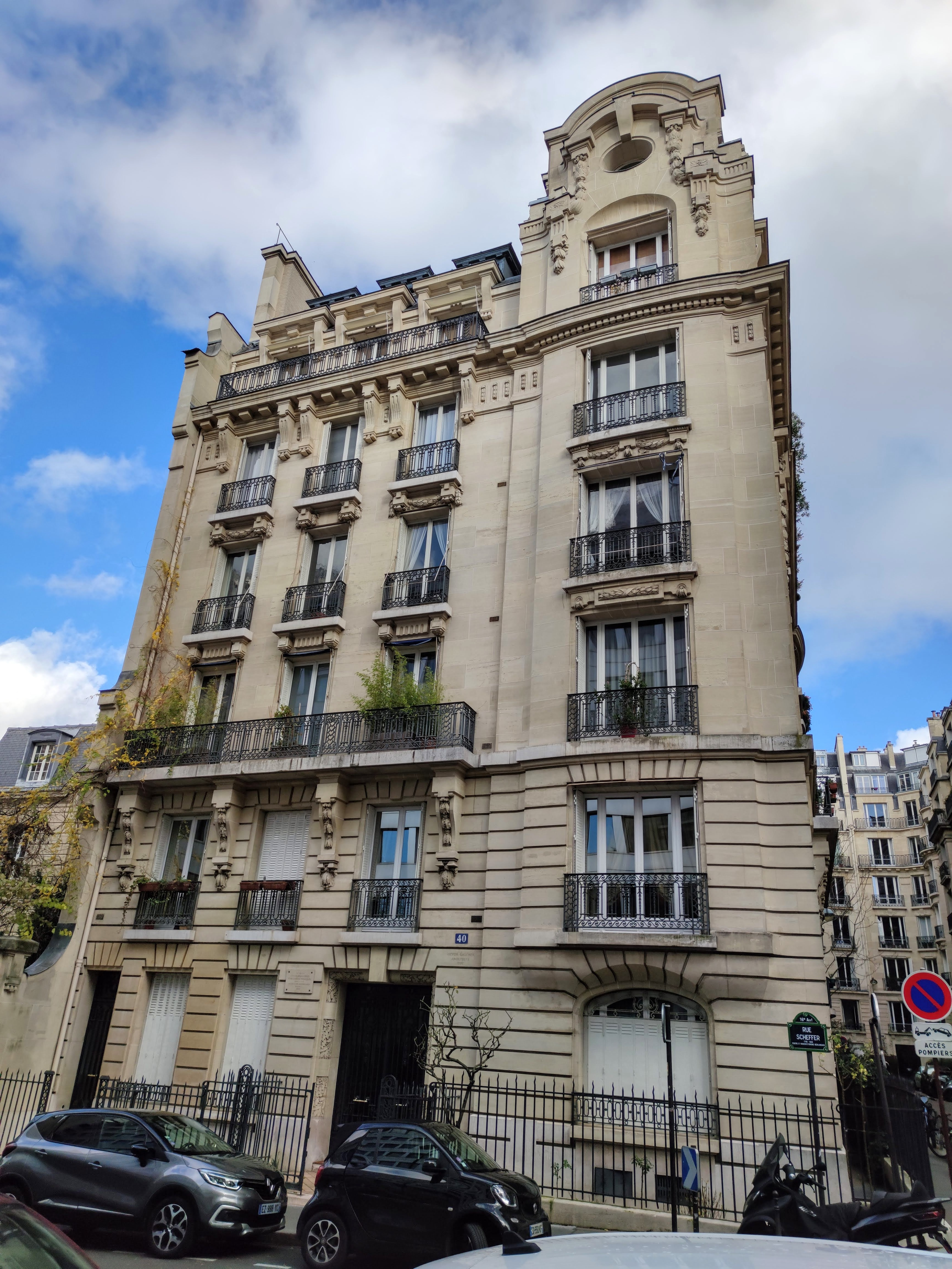
No 40, rue Scheffer, Paris 16e arrondissement : Anna de Noailles a vécu à cette adresse de 1910 à 1933.

Le 12 avril 1921, elle enregistre J'écris pour que le jour et Jeunesse aux Archives de la Parole, documents sonores conservés à la Bibliothèque nationale de France et écoutables sur Gallica.
Au printemps 1922, Albert Einstein est de passage à Paris. Anna de Noailles souhaite le rencontrer et Marguerite Borel organise un dîner en son honneur : 
Ce fut un événement mondain. Anna de Noailles, avec laquelle nous étions en relation, souhaita le connaître. Nous organisâmes un dîner, au printemps, chez nous, rue du Bac. Paul Painlevé, Paul Langevin, Jean Perrin, Élie Cartan, Mme Curie, mes parents y prirent part. On s’entretint de tout, sauf de sciences. Mme Curie parla peu. Mme de Noailles charma Einstein par son intelligente volubilité. Il souriait sous ses cheveux en désordre.

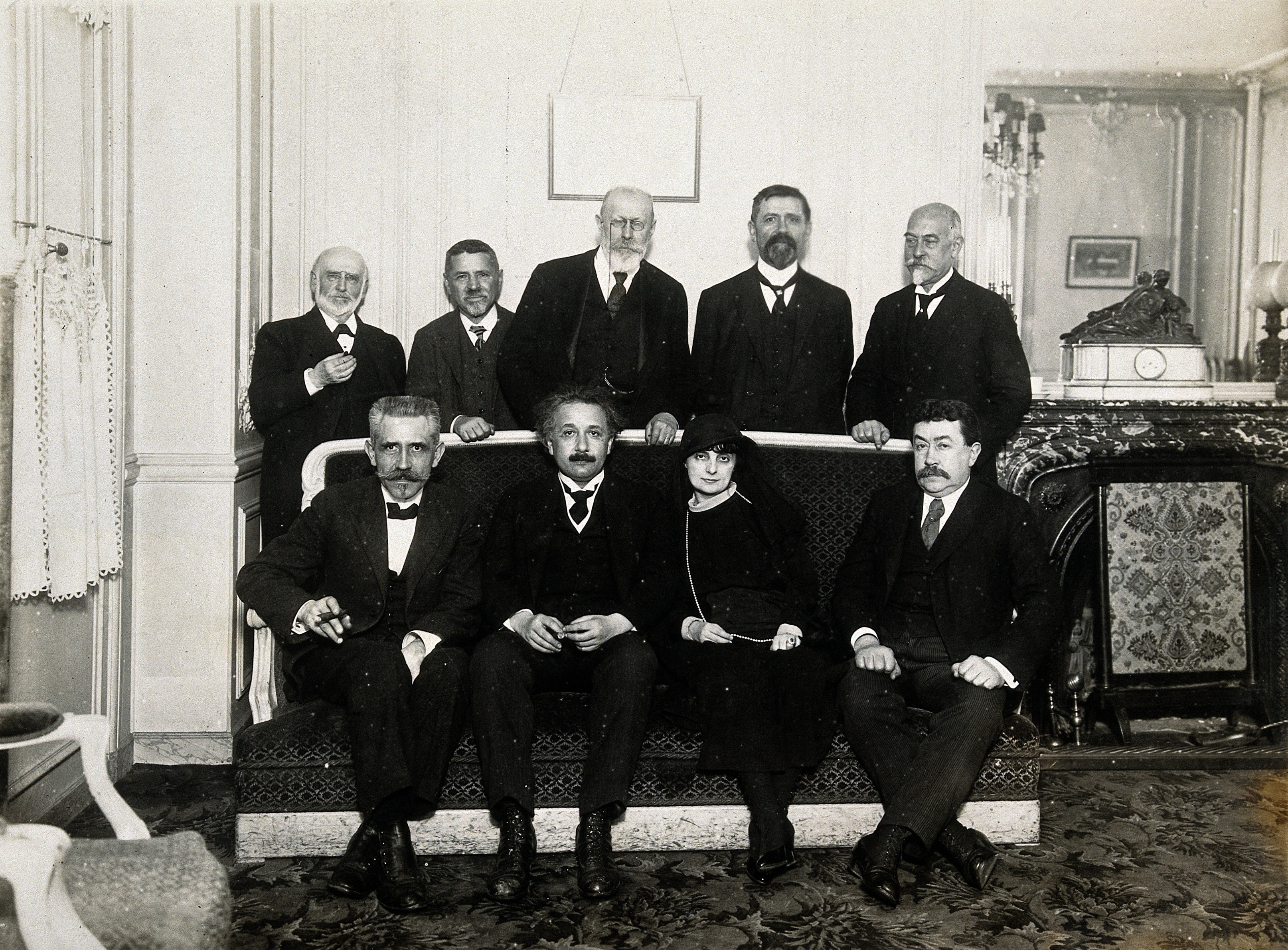
Repas en hommage à Albert Einstein, avec Paul Langevin, Albert Einstein, Anna de Noailles, Paul Painlevé (assis de gauche à droite) et Émile Borel (derrière Anna de Noailles), Paul Appell (derrière Albert Einstein), en 1922.

On peut la voir sur des clichés, de la même époque aux côtés d'Albert Einstein, Paul Langevin, Paul Painlevé, Thomas Barclay, Leo Strisower, Paul Appell, Emile Borel, et Henri Lichtenberger, des grands noms du monde scientifique.
Dans les années 1925, elle fréquente le salon littéraire du docteur Henri Le Savoureux et de son épouse avec d'autres personnalités comme l'abbé Arthur Mugnier, prêtre catholique mondain confesseur du Tout-Paris, ainsi que la princesse et femme de lettres Marthe Bibesco, cousine d'Anna, Berenice Abbott, Henri de Régnier, Julien Benda, Édouard Herriot, Antoine de Saint-Exupéry, Jean Fautrier,Vladimir Jankélévitch, Paul Morand, Jean Paulhan, René Pleven, Francis Ponge, Jacques Audibert, Claude Sernet, Marc Bernard, Gaëtan Gatian de Clérambault, Paul Valéry, Jules Supervielle et Marc Chagall.
Elle meurt à 56 ans en 1933 dans son appartement du 40, rue Scheffer (avant 1910, elle habitait au 109, avenue Henri-Martin,) et est inhumée à Paris au cimetière du Père-Lachaise (division 28), tandis que son cœur repose dans l'urne placée au centre du temple du parc de son ancien domaine d'Amphion-les-Bains. 
Anna de Noailles est morte sans cause médicale attestée, ni même connue. Une de ses dernières paroles fut, selon la comtesse Murat : « Aucun organe essentiel n’est atteint chez moi, et cependant je m’en vais. Je meurs de moi-même… »[réf. nécessaire].

## Amitié avec Proust
De leur rencontre en 1893 jusqu'à la mort de l'écrivain en 1922, Marcel Proust et Anna de Noailles entretiennent une longue correspondance portant essentiellement sur la poésie d'Anna de Noailles.
Marcel Proust lui écrit avec abondance de longues lettres, Anna de Noailles écrit peu et assez rarement.
Ils s'écrivent plus qu’ils ne se fréquentent et Proust note dans une lettre adressée à Emmanuel Berl en 1916 :
Je la connais depuis très longtemps, je l’ai connue jeune fille. Je n’admire aucun écrivain plus qu’elle, j’ai pour elle une profonde amitié […]. Pourtant […] depuis quinze ans, je n’ai pas essayé de la voir trois fois.
En 1919, Proust et Anna de Noailles reçoivent la Légion d'honneur en même temps que Colette.
En novembre 1922, à la mort de Proust, Anna de Noailles publie dans la revue L’Intransigeant un « Adieu à Marcel Proust »  ainsi qu'un autre hommage dans le numéro spécial de la NRF du 8 janvier 1923.
En 1931, elle publie la cinquantaine de lettres reçues de Proust et lui rend hommage comme mentor dans la préface de sa Correspondance générale :
Sans Marcel Proust, sans ses hymnes du matin, ses angélus du soir, qui me parvenaient en des enveloppes surchargées de taxes supplémentaires […] je n’eusse pas écrit les poèmes que la prédilection de Marcel Proust réclamait. Son éblouissante amitié m’a influencée, modifiée, comme seul en est capable un noble amour du verbe.

## Création du prix littéraire Vie Heureuse
En 1904, avec d'autres femmes de lettres, parmi lesquelles Jane Dieulafoy, Julia Daudet, Daniel Lesueur (pseudonyme de plume de Jeanne Loiseau), Séverine et Judith Gautier, fille de Théophile Gautier, Anna de Noailles crée le prix « Vie Heureuse », issu de la revue La Vie heureuse, qui deviendra en 1922 le prix Fémina, récompensant la meilleure œuvre française écrite en prose ou en poésie.
Elle en est la présidente la première année, et laisse sa place l'année suivante à Jane Dieulafoy.
Avec le prix « Vie heureuse », les fondatrices partent du constat que vraisemblablement le prix Goncourt ne sera jamais attribué à une œuvre de femme. Le prix Goncourt devait en effet être attribué à un homme de lettres, auteur du meilleur roman de l’année, éliminant aussi bien les femmes que les autres genres littéraires dont la poésie.
Le prix Vie heureuse devait lever cette double restriction et être attribué chaque année par un jury composé de femmes de lettres et destiné au meilleur ouvrage de l’année imprimé en langue française, que l’auteur soit un homme ou une femme, qu’il soit écrit en vers ou en prose et quelle que soit sa forme : roman, mémoires, drame, etc..

## Distinctions
Elle est  membre honorifique de l'Académie roumaine et a été décorée de l'ordre du Sauveur de Grèce et de Pologne.
En 1902, elle reçoit le prix Archon-Despérouses.
En 1920, son premier recueil de poèmes (Le Cœur innombrable) est couronné par l'Académie française.
En 1921, elle en reçoit le grand prix de littérature. Plus tard, l'Académie française créera le prix Anna-de-Noailles en son honneur.
En 1931, Anna de Noailles est la première femme promue au grade de commandeur de la Légion d'honneuret la première femme reçue à l'Académie royale de langue et de littérature françaises de Belgique (au fauteuil 33, où lui ont succédé Colette puis Jean Cocteau).

## Œuvre
Anna de Noailles a écrit quatre romans, une autobiographie et un grand nombre de poèmes.
Son lyrisme passionné s'exalte dans une œuvre qui développe, d'une manière très personnelle, les grands thèmes de l'amour, de la nature et de la mort mais elle sait aussi manier l'humour dans ses chroniques journalistiques.
Anna de Noailles s'intéresse très jeune à la littérature et la poésie.
En 1887, après la mort de son père, Anna voyage en Orient-Express avec sa famille et visite Vienne, Bucarest  et Constantinople où son cousin Paul Musurus l'initie à la poésie parnassienne. Elle croise également Pierre Loti.
Sa mère lui fait découvrir dès sa parution en 1888 Le Rêve publié de Zola.
En 1893 Anna fait la connaissance de Marcel Proust qui accompagne Robert de Montesquiou à la villa familiale d'Amphion, sur les bords du Léman. Anna s’intéresse à cette époque aux poètes décadents et au scientisme et lit Sully Prudhomme, Renan, Zola, Camille Flammarion.
En 1895, les poèmes manuscrits d'Anna commencent à circuler dans les salons et une publication est envisagée. C'est à cette époque qu'Anna écrit les poèmes qui figureront dans Le Cœur Innombrable publié en 1901.
En 1897, Anna épouse le comte Mathieu de Noailles. Proust y fait allusion dans Le Côté de Guermantes et la décrit comme une poétesse de talent comparable à Victor Hugo et Alfred de Vigny mais perçue faussement par son apparence et son milieu comme une sorte de princesse orientale :
« C'est ainsi qu'un cousin de Saint-Loup avait épousé une jeune princesse d'Orient qui, disait-on, faisait des vers aussi beaux que ceux de Victor Hugo ou d'Alfred de Vigny et à qui, malgré cela, on supposait un esprit autre que ce qu'on pouvait concevoir, un esprit de princesse d'Orient recluse dans un palais des Mille et Une Nuits. Aux écrivains qui eurent le privilège de l'approcher fut réservée la déception, ou plutôt la joie, d'entendre une conversation qui donnait l'idée non de Schéhérazade, mais d'un être de génie du genre d'Alfred de Vigny ou de Victor Hugo. »
En mai 1901 paraît le premier recueil de poésie d'Anna de Noailles Le Cœur Innombrable. L'Ombre des jours paraît en 1902.
Puis Anna se consacre essentiellement au roman avec La Nouvelle Espérance (1903), Le Visage émerveillé (1904) et La Domination (1905). De la rive d'Europe à la rive d'Asie (1913) relatera ses souvenirs d'enfance. Le recueil de nouvelles Les Innocentes ou la sagesse des femmes (1923) est issu du manuscrit d'un roman inachevé, Octave.
Anna de Noailles menait plusieurs activités littéraires en parallèle. Elle revient à la poésie  en 1913 avec Les Vivants et les Morts, puis à nouveau dans les années 1920 et 1930 jusqu'à sa mort en 1933.

Elle a également rédigé une cinquantaine d'articles pour des revues et des journaux sur des événements contemporains comme les Ballets russes et la Première Guerre Mondiale. En 1926 elle rédige une chronique en douze épisodes pour le magazine Vogue.

### Romans
- La Nouvelle Espérance (1903) ; disponible sur Wikisource ; réédition, LGF, coll. « Le Livre de poche" Biblio » no 33578 (2015)  (ISBN 978-2-253-02045-5)
- Le Visage émerveillé (Wikisource) (1904)
- La Domination (1905) lire en ligne sur Gallica ; réédition, LGF, coll. « Le Livre de poche » (2017)
- Les Innocentes ou La sagesse des femmes, Paris, Arthème Fayard, s.d.

### Poésie
- Le Cœur innombrable (Wikisource) (1901) lire en ligne sur Gallica
- L'Offrande à la nature (1901)
- L’Ombre des jours (Wikisource) (1902) lire en ligne sur Gallica ; réédition en 2011 aux éditions du Livre unique
- Les Éblouissements (Wikisource) (1907) lire en ligne sur Gallica
- Les Vivants et les Morts (Wikisource) (1913)  lire en ligne sur Gallica
- Les Forces éternelles (Wikisource) (1920), lire en ligne sur Gallica
- Les Innocentes, ou la Sagesse des femmes (1923) ; réédition Buchet-Chastel (2009)
- Les Climats (1924), lire en ligne sur Gallica
- Poème de l'amour (Wikisource) (1924) lire en ligne sur Gallica
- L'Honneur de souffrir (1927) lire en ligne sur Gallica
- Poèmes d'enfance[35], Les Amis des Cahiers verts, n° III, B. Grasset, 1928)
- Exactitudes (Grasset, 1930)
- Choix de poésies, Fasquelle (1930) ; réédition avec préface de Jean Rostand de 1960 chez Grasset (1976)
- Derniers Vers (1933), lire en ligne sur Gallica

### Autobiographies
- De la rive d'Europe à la rive d'Asie (1913)
- Le Livre de ma vie (1932)

### Autres publications
- À Rudyard Kipling (1921)
- Discours à l'Académie belge (1922)
- Passions et Vanités, compilation d'articles de la revue Vogue (1926) [lire en ligne], lire en ligne sur Gallica, éd. Manucius, 2020,  (ISBN 978-2-84578-717-9).
- Préface du livre du commandant Pierre Weiss, L'Espace, ed. Louis Querelle, (1929)
- Marcel Proust, Anna de Noailles, Correspondance 1901-1919, Payot Rivages, 2021  (ISBN 978-2-7436-5374-3).

### Anthologies posthumes
- L'Offrande, choix et présentation par Philippe Giraudon, Éditions de la Différence, coll. « Orphée » no 80 (1991) ; réédition en 2012  (ISBN 978-2-7291-1981-2)
- Anthologie poétique et romanesque : « Je n'étais pas faite pour être morte »[36], LGF, coll. « Le Livre de poche. Classiques » no 32973 (2013)  (ISBN 978-2-253-16366-4)

## Témoignages de contemporains
« Impossible de rien noter de la conversation. Mme de Noailles parle avec une volubilité prodigieuse ; les phrases se pressent sur ses lèvres, s'y écrasent, s'y confondent ; elle en dit trois, quatre à la fois. Cela fait une très savoureuse compote d'idées, de sensations, d'images, un tutti-frutti accompagné de gestes de mains et de bras, d'yeux surtout qu'elle lance au ciel dans une pâmoison pas trop feinte, mais plutôt trop encouragée. […] Il faudrait beaucoup se raidir pour ne pas tomber sous le charme de cette extraordinaire poétesse au cerveau bouillant et au sang froid. »

— André Gide, Journal, 20 janvier 1910, Gallimard (Folio : Une anthologie), 1951/2012, p. 109-110.

« Mme Mathieu de Noailles aime les approbations […] Elle voudrait la croix, l'Arc de Triomphe, être Napoléon. C'est l'hypertrophie du moi. Elle est le déchaînement. Elle aurait dû vivre à l'époque alexandrine, byzantine. Elle est une fin de race. Elle voudrait être aimée de tous les hommes qui aiment d'autres femmes qu'elle […] elle aurait dû épouser le soleil, le vent, un élément. »

— Abbé Mugnier, Journal, 24 novembre 1908 - Mercure de France, coll. « Le Temps retrouvé »,  1985, p. 174

« Achevé le roman : Le Visage émerveillé […] pour la forme, il y a là du nouveau, des instantanés, et des inattendus. Des sensations qui deviennent des sentiments. Des couleurs, des saveurs, des odeurs prêtées à ce qui n'en avait pas jusqu'ici. Mme de Noailles a renchéri sur Saint-François d'Assise : elle se penche encore plus bas, elle dit au melon blanc : " Vous êtes mon frère", à la framboise, “Vous êtes ma sœur” ! Et il y a encore et surtout des joies subites, des désirs qui brûlent, de l'infini dans la limite […] »

— Abbé Mugnier, Journal, 1er décembre 1910, p. 197

« Le poète des Éblouissements était au lit, dans une chambre sans luxe […] Une volubilité d'esprit et de paroles qui ne me permettait pas toujours de la suivre […] Elle m'a dit combien elle aimait Michelet, l'idole préférée, admire Victor Hugo, aime moins Lamartine, admire Voltaire, Rousseau, préfère George Sand à Musset […] Aujourd'hui, elle n'a plus de vanité […] Même ses vers les plus lyriques sur le soleil, elle les écrivait avec le désir de la mort. Elle n'était pas joyeuse […] Très amusantes anecdotes sur la belle-mère, à Champlâtreux, contées avec un esprit voltairien […] Elle avait pensé à cette chapelle en écrivant le Visage émerveillé. Elle a écrit sur la Sicile des vers encore inédits […] à l'intelligence, elle préfère encore la bonté". »

— Abbé Mugnier, Journal, 2 décembre 1910, p. 198 et 199

« Elle était plus intelligente, plus malicieuse que personne. Ce poète avait la sagacité psychologique d'un Marcel Proust, l'âpreté d'un Mirbeau, la cruelle netteté d'un Jules Renard. »

— Jean Rostand, préface à Choix de poésies d'Anna de Noailles, 1960

« Sacha Guitry admirait infiniment Mme de Noailles, mais qui n'admirait pas Anna de Noailles ? C'était un personnage extraordinaire, qui avait l'air d'un petit perroquet noir toujours en colère, et qui ne laissait jamais placer un mot à personne. Elle recevait dans son lit, les gens se pressaient en foule dans sa ruelle […] et cela aurait pu être un dialogue étourdissant mais c'était un monologue bien plus étourdissant encore […] Sacha m'a dit d'elle : quand on l'entend monter l'escalier on a toujours l'impression qu'il y a deux personnes en train de se parler, et quand elle redescend, il semble qu'une foule s'éloigne. »

— Hervé Lauwick, Sacha Guitry et les femmes

« Elle surgit d'une porte-fenêtre, précédée d'un multitude de cousins multicolores comme dans un ballet russe. Elle avait l'air d'une fée-oiselle condamnée par le maléfice d'un enchanteur à la pénible condition de femme […]. Il me semblait que si j'avais pu prononcer le mot magique, faire le geste prescrit, elle eût, recouvrant son plumage originel, volé tout droit dans l'arbre d'or où elle nichait, sans doute, depuis la création du monde. Puisque c'était impossible, elle parlait. Pour elle seule. Elle parla de la vie, de la mort, les yeux fixés sur Lausanne, moi regardant son profil. Elle ne m'écoutait pas. Il était rare qu'elle le fit. Malheureusement, elle n'avait pas besoin d'écouter pour comprendre […]. Je reçus tout à coup, en pleine figure,  ses énormes yeux, elle rit de toutes ses dents et me dit : « Comment pouvez-vous aimer les jeunes filles, ces petits monstres gros de tout le mal qu'ils feront pendant cinquante ans ? »

— Emmanuel Berl, Sylvia, Gallimard, 1952, réédition 1994, p. 89-90

« Octave Mirbeau la ridiculise dans La 628-E8 (passage repris dans la Revue des Lettres et des Arts du 1er mai 1908), la montrant comme une « idole » entourée de « prêtresses » : « Nous avons en France, une femme, une poétesse, qui a des dons merveilleux, une sensibilité abondante et neuve, un jaillissement de source, qui a même un peu de génie… Comme nous serions fiers d’elle !… Comme elle serait émouvante, adorable, si elle pouvait rester une simple femme, et ne point accepter ce rôle burlesque d’idole que lui font jouer tant et de si insupportables petites perruches de salon ! Tenez ! la voici chez elle, toute blanche, toute vaporeuse, orientale, étendue nonchalamment sur des coussins… Des amies, j’allais dire des prêtresses, l’entourent, extasiées de la regarder et de lui parler. / 
L'une dit, en balançant une fleur à longue tige : /
— Vous êtes plus sublime que Lamartine ! /
— Oh !… oh !… fait la dame, avec de petits cris d’oiseau effarouché… Lamartine !… C’est trop !… C’est trop ! / 
— Plus triste que Vigny ! / 
— Oh ! chérie !… chérie !… Vigny !… Est-ce possible ? / 
— Plus barbare que Leconte de Lisle… plus mystérieuse que Mæterlinck ! / 
— Taisez-vous !… Taisez-vous ! / 
— Plus universelle que Hugo ! / 
— Hugo !… Hugo !… Hugo !… Ne dites pas ça !… C’est le ciel !… c’est le ciel ! / 
— Plus divine que Beethoven !… /
— Non… non… pas Beethoven… Beethoven !… Ah ! je vais mourir ! /
Et, presque pâmée, elle passe ses doigts longs, mols, onduleux, dans la chevelure de la prêtresse qui continue ses litanies, éperdue d’adoration.
— Encore ! encore !… Dites encore ! » »

— Octave Mirbeau, La 628-E8, 1907, réédition Éditions du Boucher, 2003, p. 400.
L'orientation de ce portrait est reprise par l'ambassadeur de France à Bucarest le comte de Saint-Aulaire, dans ses mémoires qui la montre sans-gêne, prétentieuse et monopolisant la conversation.
Charles Maurras fait d'Anna de Noailles l'une des quatre femmes de lettres qu'il prend comme exemplaires du romantisme féminin dont il voit une résurgence à la fin du XIXe siècle, aux côtés de Renée Vivien, Marie de Régnier et Lucie Delarue-Mardrus. Ces qualités sont aussi vantées par les travaux de la critique littéraire antiféministe Marthe Borély.

## Postérité
Les établissements d'enseignement suivants portent son nom :
- le lycée Anna-de-Noailles à Évian-les-Bains (Haute-Savoie) ;
- le collège Anna-de-Noailles à Luzarches (Val-d'Oise) ;
- le collège Anna-de-Noailles à Noailles (Oise) ;
- le collège Anna-de-Noailles à Larche (Corrèze) ;
- une école élémentaire à Barentin (Seine-Maritime).
- une école élémentaire à Sarcelles (Val-d'Oise).
- le lycée français Anna-de-Noailles à Bucarest (Roumanie).

Le square Anna-de-Noailles, à Paris, dans le 16e arrondissement, porte son nom, également donné à une station de la ligne 3b du tramway d'Île-de-France (ouverte à la circulation en 2024) proche de ce square.
En 2018, à l'occasion du centenaire de l'armistice de la Première Guerre mondiale, le duo Birds on a Wire (Rosemary Standley et Dom La Nena) met en musique La jeunesse des morts pour le New European Songbook. La jeunesse des morts est tiré du recueil Les Forces éternelles de 1920.

## Iconographie

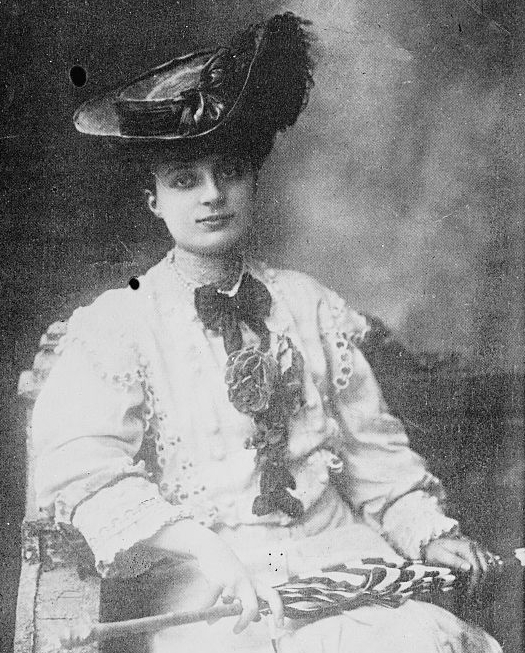
Anna de Noailles (1898).
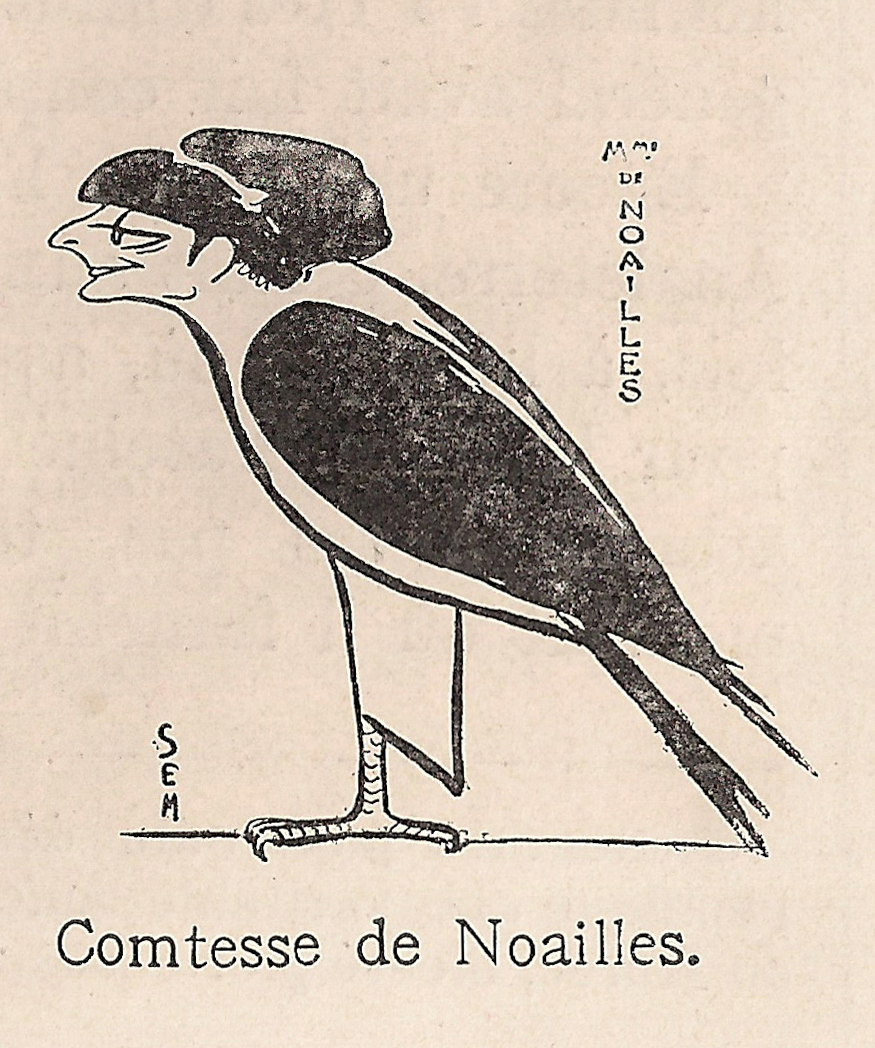
Caricature par Sem (1911).
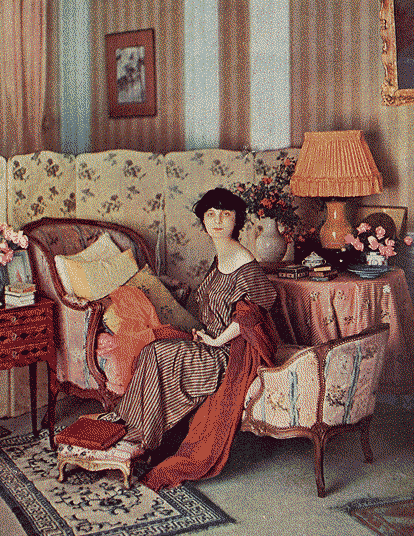
Anna dans son salon en 1913.
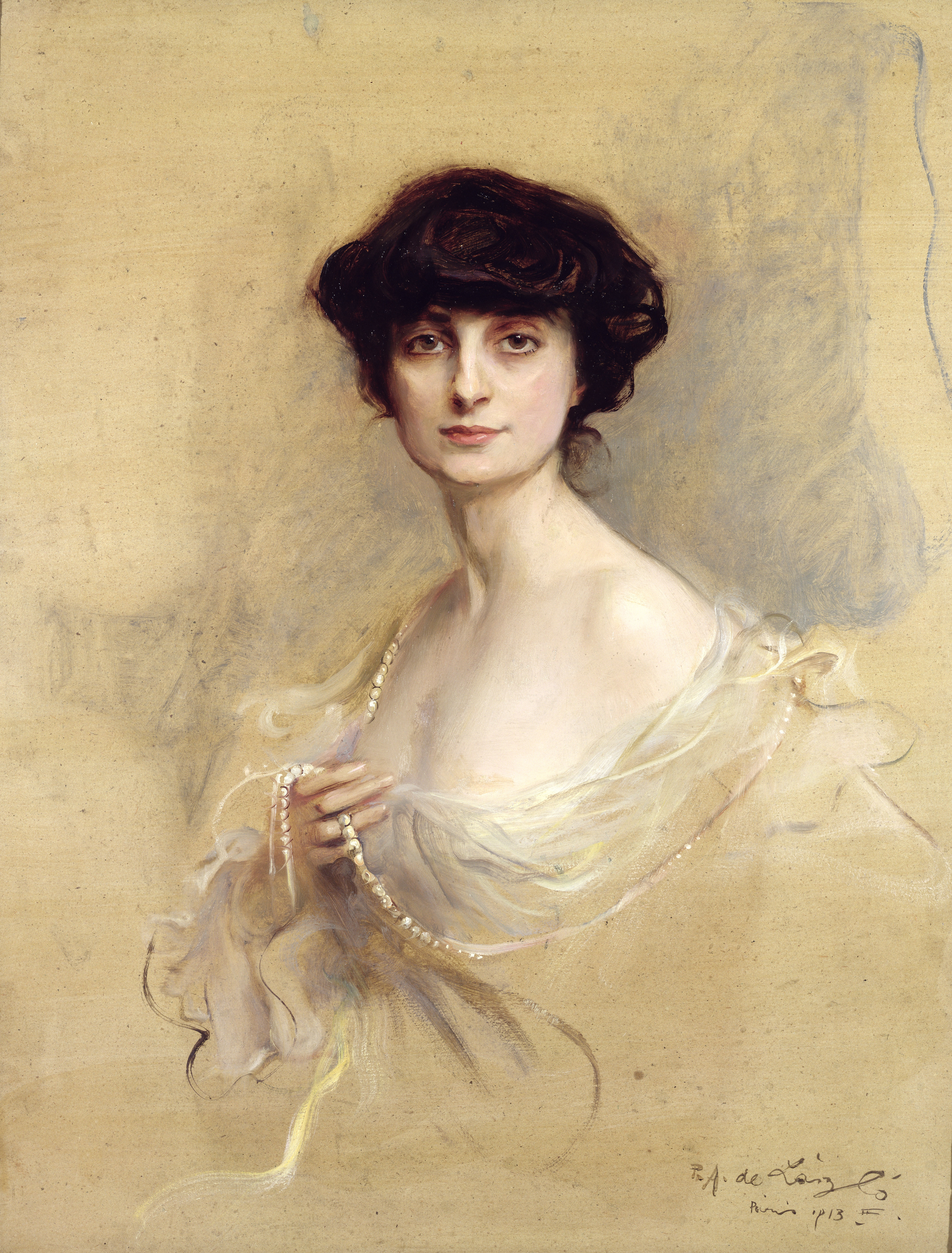
Anna-Elisabeth, comtesse de Noailles, par Philip Alexius de László (1913).
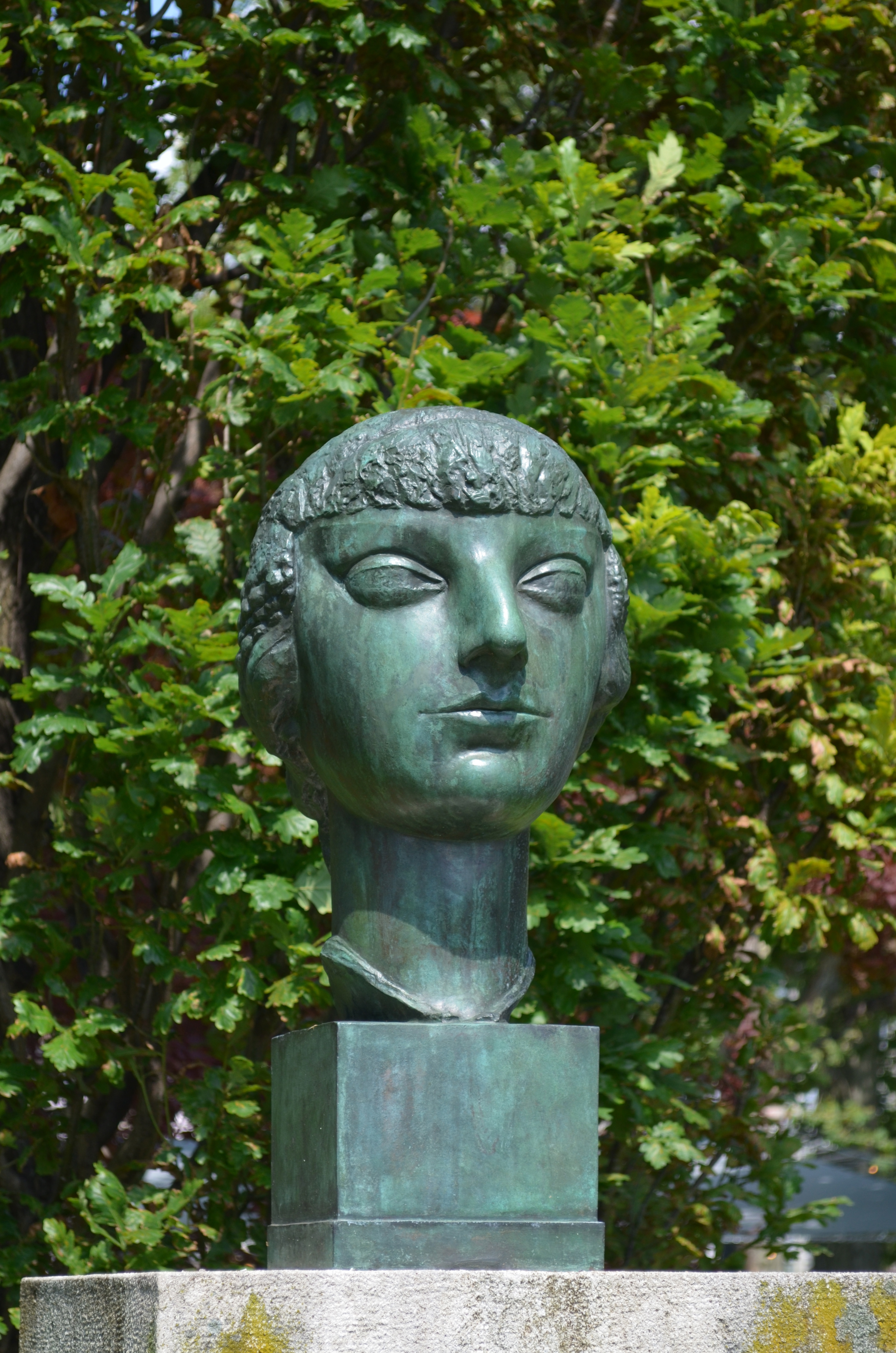
Évocation d'Anna de Noailles à Vevey, par James Vibert .
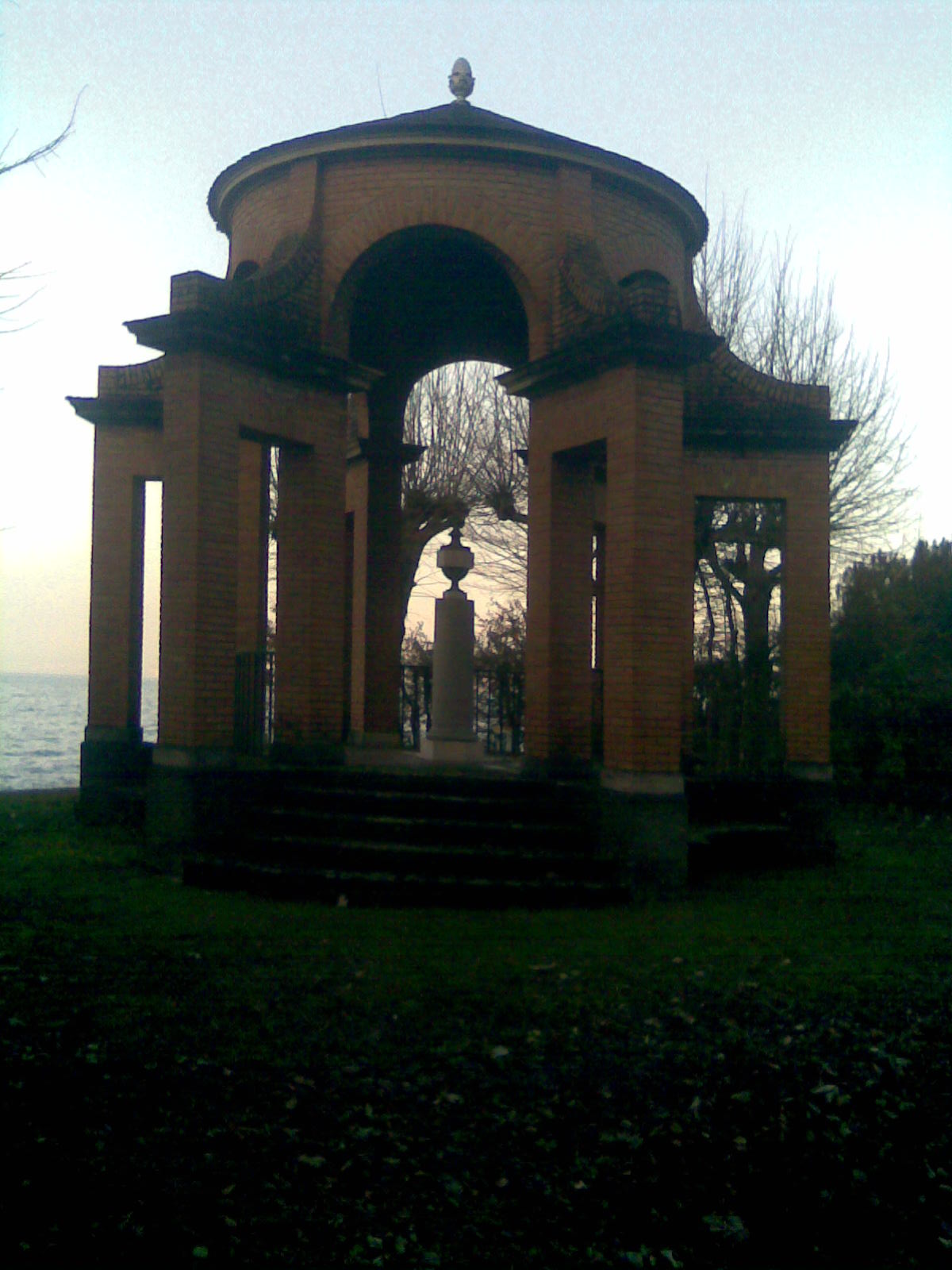
Temple du jardin votif Anna de Noailles à Amphion-les-Bains.

Le portrait d'Anna de Noailles par Jean-Louis Forain est conservé au musée Carnavalet. Il lui a été légué par le comte Anne-Jules de Noailles en 1979.
Célébrité de son temps, plusieurs peintres de renom de l'époque firent son portrait, comme Antonio de la Gandara, Kees van Dongen, Jacques-Émile Blanche, Jean de Gaigneron ou Philip Alexius de Laszlo (illustration sur cette page).
En 1906, elle fut le modèle d'un buste en marbre par Auguste Rodin, aujourd'hui exposé au Metropolitan Museum of Art à New York ; le modèle en terre glaise, qui lui donne comme un bec d'oiseau, comme le portrait-charge de profil par Sem reproduit sur cette page, est lui exposé au Musée Rodin à Paris. Anna de Noailles avait refusé ce portrait, c'est pourquoi le marbre du Metropolitan porte la mention : « Portrait de Madame X »
La Poste française a émis pour le centenaire de sa naissance, en 1976, un timbre-poste à son effigie, dessiné par Pierrette Lambert et gravé en taille-douce par Eugène Lacaque.
Deux portraits photographiques d'elle, Anna de Noailles au vison (vers 1905) et Anna de Noailles au manchon par Otto Wegener (1849-1924) ont été acquis en vente publique à Paris le 8 novembre 2018, respectivement par les villes d'Évian et de Cabourg, pour 1664 euros et 960 euros.

### Articles
- Jean-Marc Hovasse, « Les Éblouissements de Maurice Barrès (Anna de Noailles) », Rennes, Presses Universitaires de Rennes, 2011.

#### Bases de données et dictionnaires
- Ressources relatives à la musique :   - International Music Score Library Project
  - Carnegie Hall
  - MusicBrainz
  - Répertoire international des sources musicales
- Ressources relatives aux beaux-arts :   - AGORHA
  - Bénézit
  - MutualArt
- Ressources relatives à la littérature :   - Académie française (lauréats)
  - Printemps des poètes
- Ressource relative au spectacle :   - Les Archives du spectacle
- Ressource relative à plusieurs domaines :   - Radio France
- Ressource relative à la vie publique :   - base Léonore
- Ressource relative au sport :   - Olympedia
- Notices dans des dictionnaires ou encyclopédies généralistes :   - Britannica
  - Brockhaus
  - Den Store Danske Encyklopædi
  - Deutsche Biographie
  - Dictionnaire universel des créatrices
  - Enciclopedia italiana
  - Gran Enciclopèdia Catalana
  - Hrvatska Enciklopedija
  - Internetowa encyklopedia PWN
  - Nationalencyklopedin
  - Store norske leksikon
  - Treccani
  - Universalis
- Notices d'autorité :   - VIAF
  - ISNI
  - BnF (données)
  - IdRef
  - LCCN
  - GND
  - Italie
  - Japon
  - CiNii
  - Espagne
  - Belgique
  - Pays-Bas
  - Pologne
  - Israël
  - NUKAT
  - Catalogne
  - Suède
  - Vatican